# Verkehrsverbund Oberelbe

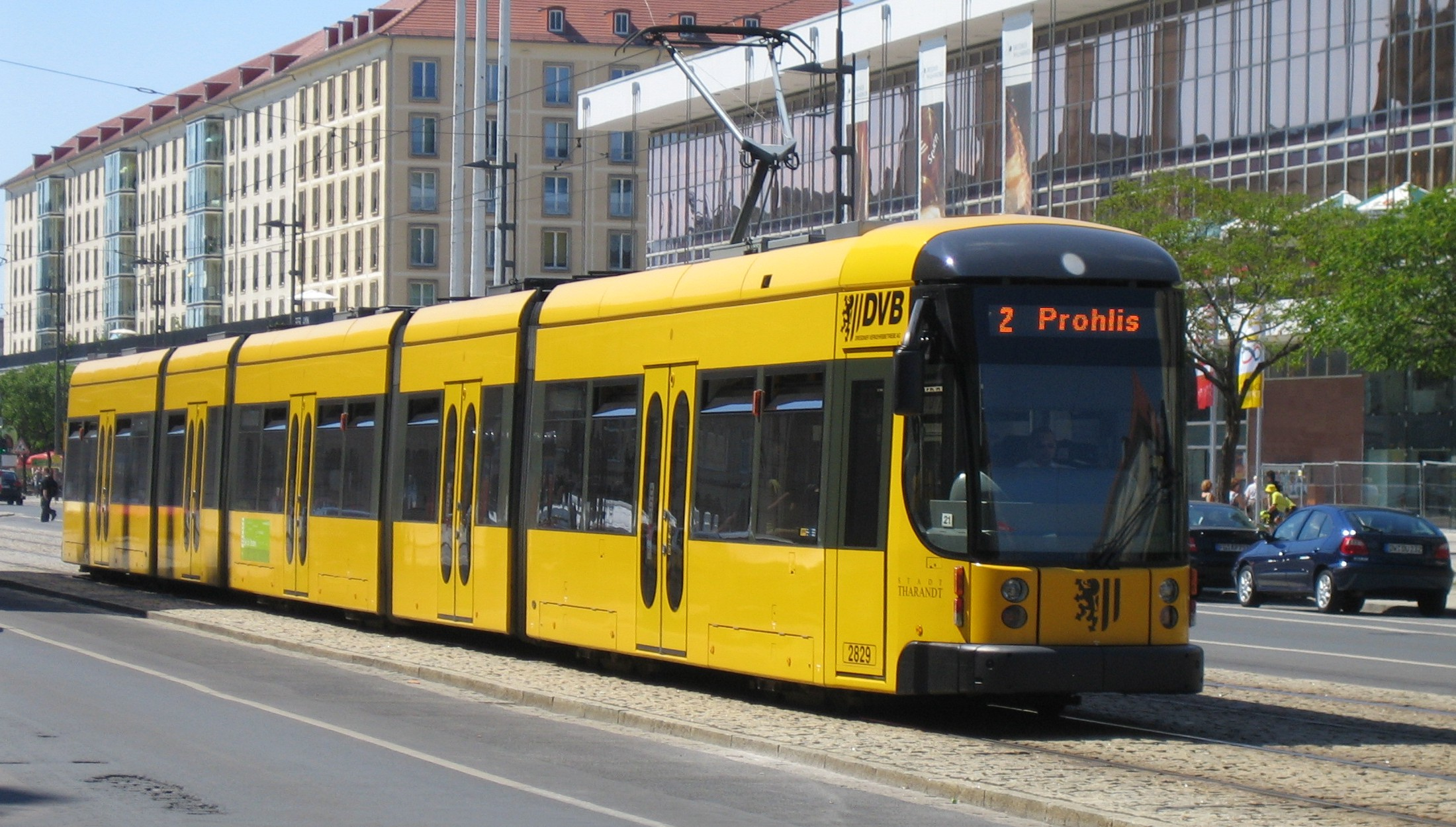
DVB-Straßenbahn in Dresden

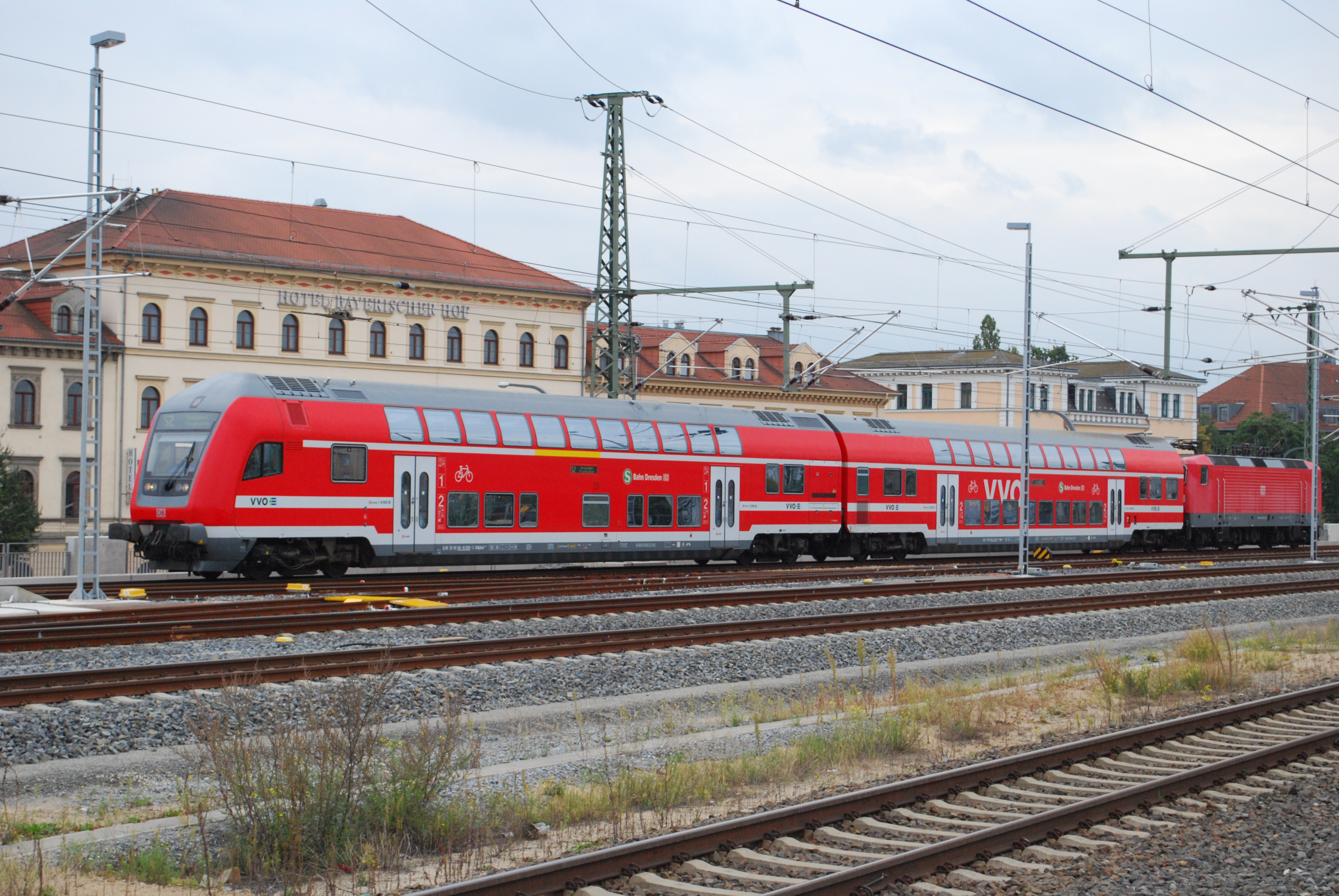
Zug der S-Bahn Dresden im Bahnhof Dresden-Neustadt

Der Verkehrsverbund Oberelbe (VVO) ist ein Verkehrsverbund des öffentlichen Nahverkehrs (ÖPNV) im Großraum Dresden. In den Verkehrsmitteln der Partnerunternehmen gilt seit dem 24. Mai 1998 ein einheitliches Flächentarifsystem.
Der Zweckverband Verkehrsverbund Oberelbe (ZVOE) ist ein Zweckverband der Landeshauptstadt Dresden und der drei umliegenden Landkreise. Ihm obliegen – jeweils auf das Verbandsgebiet bezogen – insbesondere die SPNV-Aufgabenträgerschaft, die Festlegung eines einheitlichen Tarifs, einheitlicher Tarifbestimmungen und einheitlicher Beförderungsbedingungen sowie die Koordination des Öffentlichen Personennahverkehrs einschließlich Fahrplänen, Marketing und Einnahmeaufteilung. Weitere Aufgaben sowie zahlreiche organisatorische Belange regelt seine Satzung. Der Zweckverband bedient sich zur Erledigung seiner Aufgaben der Verkehrsverbund Oberelbe GmbH. Der Zweckverband hat keine eigenen hauptamtlichen Bediensteten. Vorsitzender des Zweckverbands ist seit Dezember 2022 Michael Geisler, Landrat des Landkreises Sächsische Schweiz – Osterzgebirge.

## Geschichte
Bereits 1974 wurden erste Überlegungen bekannt, die den soeben eingeführten „SV-Verkehr“ („SV-Verkehr“ = „Stadt- und Vorortbahnverkehr“, eine Art Vorläuferbetrieb für eine S-Bahn, jedoch von Anfang an öffentlich als S-Bahn Dresden bezeichnet) zu einem echten „Verkehrsverbund“ auszuweiten: Vorbild waren der 1966 gegründete Hamburger Verkehrsverbund (HVV) und der dann 1978 gegründete Verkehrsverbund Stuttgart (VVS). Diese Überlegungen, die letztlich auf eine Art „Unternehmensverbund“ führten, liefen jahrelang ins Leere, da es für die dafür nötigen Investitionen in der Mangelwirtschaft der DDR keine Mittel gab. Lediglich ein regionales Fahrplanbuch, hier für Dresden, Meißen, Radeberg, Pirna und Freital entstand, was ab Ende der 1980er Jahre erweitert wurde und alle Eisenbahn-, Straßenbahn- und Buslinien in diesem Raum umfasste, warb öffentlich für die „Verbundidee“. Diesem etablierten Heft drohte 1990 das Aus, es wurde bis 1994/1995 durch das Dezernat Stadtentwicklung der Landeshauptstadt Dresden herausgegeben und erheblich erweitert, ab 1995 fungierte der Verkehrsverbund als Herausgeber.
1991 wurden nach der Wiedervereinigung und auf der (fachlichen) Vorgeschichte basierend in der Landeshauptstadt Dresden die vorhandenen Überlegungen zur Gründung eines „Verkehrsverbundes Dresden“ systematisiert: Auf seine Initiative hin – er war Mitinitiator und Treiber einer solchen „Bilanz“ – holte sich der damalige Dezernent (damalige Dresdner Bezeichnung für Beigeordneter) und Verkehrsingenieur Ingolf Roßberg den Auftrag des damaligen Oberbürgermeisters Herbert Wagner und nahm Gespräche mit den Umlandkreisen auf. Während er den Kreis Dresden-Land mit seinem Landrat Heiner Janik sofort als Unterstützer gewann, waren andere Landräte skeptisch: Janik argumentierte allerdings aus eigener Erfahrung unter den Landräten wiederum immer wieder, dass ein Verkehrsverbund umso vorteilhafter wäre, je weiter ein Landkreis vom jeweiligen Zentrum entfernt sei, dieser mithin groß genug werden müsse. Roßberg wiederum favorisierte in den Debatten ein „Drei-Ebenen-Modell“, was gerade im Verkehrsverbund Rhein-Ruhr (VRR) politisch beschlossen war, nämlich die Trennung von „Politischer Ebene“ (in Form eines Zweckverbandes), der nachgeordneten „Ausführungsebene“ (in gesellschaftsrechtlicher Form) und schließlich der „Durchführungsebene“, d. h., den Verkehrsunternehmen selbst, die letztlich in einer Aufgabenaustarierung wechselseitige Verträge beinhaltete.
Das „Drei-Ebenen-Modell“ schloss definitiv aus, dass etwa Unternehmen oder ihre Vertreter dort beschließend tätig sind und trennte dieses sauber. Andre Variante sind „Mischmodelle“ mit unterschiedlichen (stimmberechtigten) Verbandsanteilen der Unternehmen selbst, was gerade in Sachsen-Anhalt favorisiert wurde: Eine konsequente Trennung zwischen politischen Vorgaben und unternehmerischer Interessen ist so nicht zu erreichen.
Seitens der Landräte gab es verschiedene Vorbehalte gegenüber diesem Modell, die wie folgt ausgeräumt wurden:
- Das Zweckverbandsgesetz des Freistaates Sachsen bestimmte für diese Modelle unter Beteiligung einer kreisfreien Stadt, dass die jeweilige kreisfreie Stadt maximal 40 % der Stimmen im Zweckverband erhält, gleich nach welcher Berechnungsmethode. Dies sicherte – damals – die Dominanz der Landräte über kreisfreie Städte und gilt insoweit auch heute noch (Stand September 2021).
- Die Verkehrsunternehmen fühlten sich „dominiert“ und „zum ‚Lohnkutscher‘ degradiert“: Die Ausführungsverträge (insbesondere die Einnahmen-Aufteilungs-Berechnungen) sind auch heute noch Gegenstand von Anpassungen, dass z. B. die Dresdner Verkehrsbetriebe (DVB) eine vom Verkehrsverbund völlig eigenständige Marketing-Strategie fahren (dürfen) ist auch ein Ergebnis dieser frühen Entscheidungen: Dass die „Durchführungsebene“ ausgesprochen flexibel angelegt werden kann, war bei den Argumenten bis dahin unbekannt.
- Trotz dieser massiven Kritik aus Unternehmersicht wurden lediglich „beratende“ Sitze eingeräumt, eine Beeinflussung der politischen Ebene durch eigene Stimmrechte der Unternehmen wurde definitiv immer wieder ausgeschlossen.
- Die Namenswahl mit „Dresden“ im Verbund-Titel wurde häufig kritisiert und durch Roßberg selbst auf „Verkehrsverbund Oberelbe“ als neutralem Namen, ohne die Erwähnung von Dresden, geändert.
- Während einige Landräte neben Heiner Janik sehr zügig das Vorhaben unterstützten, wie Landrat Rainer Kutschke (Riesa), gelang es wiederum nicht, den damaligen Landrat des Kreises Bischofswerda von einer Mit- oder Zusammenarbeit zu überzeugen: Das sieht man noch heute an den Grenzen des Verbundgebietes, die im Osten, im Raum Arnsdorf, mit der Grenze des ehemaligen Landkreises Dresden zusammenfällt und demzufolge sehr nah an der Dresdner Stadtgrenze liegt.
- Der Freistaat Sachsen machte Vorbehalte geltend, und versuchte, eine „Landesverkehrsgesellschaft Sachsen mbH“ (LVG) zu etablieren, um damit das Modell von „Verkehrsverbünden“ zu vermeiden und stattdessen dies generell in staatliche Hand zu nehmen.

In dieser durchaus auch diffizilen Lage der frühen 1990er Jahre, kam den Befürwortern eines Verkehrsverbundes entgegen, dass sich einerseits alle kommunalen Träger gegen die „Landesverkehrsgesellschaft“ entschieden, parallel wurde andererseits jedoch die erste Kreisgebietsreform des Freistaates Sachsen vorangetrieben, was es ausscheidenden Landräten erleichterte, dem Vorhaben eines Verkehrsverbundes zuzustimmen oder sich dazu öffentlich zu bekennen. Da in dieser Zeit im Zuge der Bahnreform wiederum der Bund die Trennung zwischen „Aufgabenträger“ und „Ausführender“ forcierte, setzte ein generelles Umdenken ein:
Im Januar 1994 wurde der „Zweckverband Verkehrsverbund Oberelbe“ (ZVOE, Gründungskürzel: Z-VOE) als gemeinsamer Zweckverband der Landeshauptstadt Dresden sowie der Landkreise (LK) Riesa, Großenhain, Kamenz, Dresden, Pirna, Dippoldiswalde, Freital und Meißen gegründet. Aufgabe des Zweckverbands war die gemeinsame Wahrnehmung der Funktionen als SPNV-Aufgabenträger sowie die Vorbereitung eines (echten) Verkehrsverbundes, der seit 1992 durch technische Vereinheitlichungen unternehmensseitig und von der Öffentlichkeit unbemerkt bereits vorbereitet worden war. Im Jahr 1996 wurde der ZVOE um den erweiterten Landkreis Kamenz (der nunmehr den Landkreis Hoyerswerda beinhaltete) und die kreisfreie Stadt Hoyerswerda erweitert, ein Jahr später trat auch der Landkreis Sächsische Schweiz (ex LK Pirna und Sebnitz) bei. Diese erneuten Beitritte ergaben sich vor allem durch die durch die sächsische Kreisreform von 1994 vorgenommene Veränderung der Kreisgebietsgrenzen.
Gründungsgeschäftsführer des Zweckverbands wurde Knut Ringat. Der „Verkehrsverbund Oberelbe“ wurde auf diese Weise zum ersten Verkehrsverbund in den – damals – fünf neuen Ländern und der erste (noch vor dem VRR), der das „Drei-Ebenen-Modell“ (bestehend aus „Politischer Träger – Aufgabenträger – Durchführungsträger“) einführte und es auf Grund seit 1994 diesbezüglich ungeänderter Gesetzeslage bis heute praktiziert (Stand 2021).
Die Einführung des Verbundtarifs im Verkehrsverbund Oberelbe konnte der Z-VOE schließlich zum 24. Mai 1998 erreichen: Er basiert auf dem simplen „Vier-Kanten-Konzept“ eines Verbundfahrscheins, den Roßberg mit seinen Mitstreitern bereits 1992 gegenüber den Dresdner Verkehrsbetrieben fachlich durchgesetzt hatte: Das gleiche Papier wird im immer gleichen Format lediglich unterschiedlich bedruckt und kann auf maximal vier Kanten entwertet werden. Dies setzt einerseits Restriktionen im Tarif (es kann maximal „4er-Karten“ im Tarif geben), andererseits ist dies nutzerfreundlich, eben weil es nur ein Fahrschein- und Tarifformat für alle Nutzer zulässt.
Zum 1. Januar 2000 gründete der Zweckverband die „Verkehrsverbund Oberelbe GmbH“ (also den „Durchführungsträger“ nach dem „Drei-Ebenen-Modell“), die die wesentlichen wirtschaftlichen Aufgaben im Auftrag des Zweckverbands übernahm. 1999 übernahm der Z-VOE die Funktionen als SPNV-Aufgabenträger von der Landesverkehrsgesellschaft Sachsen, die daraufhin mangels eigener Aufgaben aufgelöst wurde.
Mit der Kreisreform in Sachsen 2008 wurde die Zahl der Mitglieder des Zweckverbands weiter reduziert. Im gleichen Jahr übernahm Burkhard Ehlen die Position des Geschäftsführers, nachdem Knut Ringat zum Rhein-Main-Verkehrsverbund (RMV) gewechselt war.
Eine ehemals zum 1. Januar 2013 geplante Erweiterung des Verbundgebiets um das Gebiet des ZVON wurde zunächst auf einen unbestimmten späteren Zeitpunkt verschoben. Der Landrat des Landkreises Bautzen kündigte 2018 Gespräche über den Beitritt des kompletten Kreisgebietes zum VVO an, welcher jedoch nicht erfolgte.

## Ausblick
Mit Kenntnisstand Mitte 2025 sollen der ZVON und der ZVOE zum 1. Januar 2026 zu einem gemeinsamen Zweckverband Verkehrsverbund Ostsachsen fusionieren, wobei die jeweiligen Tarifverbünde zu einem späteren Zeitpunkt integriert werden. Die beiden Verkehrsverbünde versprechen sich davon unter anderem ein „politisch stärkeres Gewicht für Infrastrukturprojekte“ sowie die „Bündelung technischer Kompetenzen“ inklusive einer einheitlichen Fahrgastinformation. Die Verbandsversammlung des ZVON stimmte der Fusion im Juni 2025 zu, die Zustimmung des ZVOE wird bis zum Jahresende 2025 erwartet. Der Freistaat Sachsen unterstützt den Prozess voraussichtlich mit 4 Millionen Euro.

## Verbundgebiet und -partner
Zum Verbundgebiet des VVO gehören die Landeshauptstadt Dresden sowie die Landkreise Bautzen (nur Altkreis Kamenz und ehemals Kreisfreie Stadt Hoyerswerda), Meißen und Sächsische Schweiz-Osterzgebirge.
Folgende Unternehmen sind Partner im Verbundgebiet:
- Bayerische Oberlandbahn unter der Vertriebsmarke Mitteldeutsche Regiobahn (MRB)
- DB Regio
  - DB Regio Südost
  - DB Regio Nordost
- Die Länderbahn unter der Vertriebsmarke Trilex
- Dresdner Verkehrsbetriebe (DVB)
- Müller Busreisen, Stolpen
- Regionalbus Oberlausitz (RBO)
- Regionalverkehr Sächsische Schweiz-Osterzgebirge (RVSOE)
- Sächsische Dampfeisenbahngesellschaft (SDG)
- Satra Eberhardt (SATRA), Kesselsdorf
- Verkehrsgesellschaft Hoyerswerda (VGH)
- Verkehrsgesellschaft Meißen (VGM)

Die Streckenabschnitte zwischen dem VVO und anderen Verkehrsverbünden gehören an sich zu keinem Verkehrsverbund, wodurch Verbundtickets nicht gültig sind. Die Übergangstarife VVO-ZVON-Übergangstarif, der zwischen dem VVO und dem ZVON, der RiO-Tarif (Übergangstarif zwischen Riesa und Oschatz) sowie der Übergangstarif zwischen Meißen / Dresden und Döbeln über Nossen wurden zum 31. Juli 2024 eingestellt.

## Fahrplanbuch
Seit Dezember 2020 gibt es statt der bisher vier Fahrplanbücher, die sich sukzessive aus der Historie seit den späten 1980er Jahren entwickelt haben, nurmehr einen Gesamtfahrplan. Er umfasst die wichtigsten Nah- und Regionalverbindungen für
- die Linien der DVB AG in Dresden (gezeigt werden nur Perlenschnüre mit Linienverläufen),
- den Landkreis Sächsische Schweiz-Osterzgebirge,
- den Landkreis Meißen und
- den Landkreis Bautzen.

## Verkehrsmittel
Im Verkehrsverbund Oberelbe ist ein breites Spektrum an Verkehrsmitteln im Einsatz: Die Regionalzüge der DB Regio Südost (RB und RE) und anderer Eisenbahnverkehrsunternehmen, die S-Bahn Dresden, Straßenbahnen in Dresden und im Kirnitzschtal, Stadtbusse und Regionalbusse sowie die Elbfähren. Außerdem gibt es noch wenige spezielle Verkehrsmittel wie die Bergbahnen in Dresden.

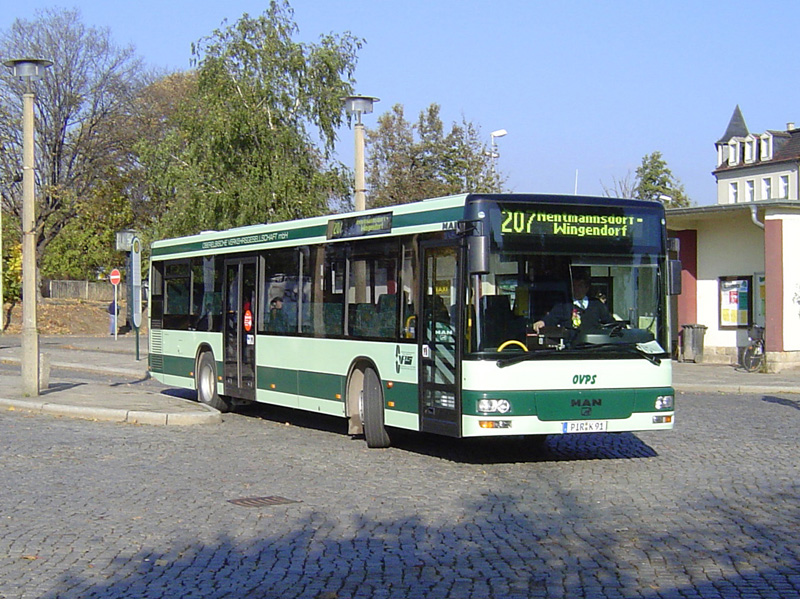
RVSOE-Überlandbus in Pirna
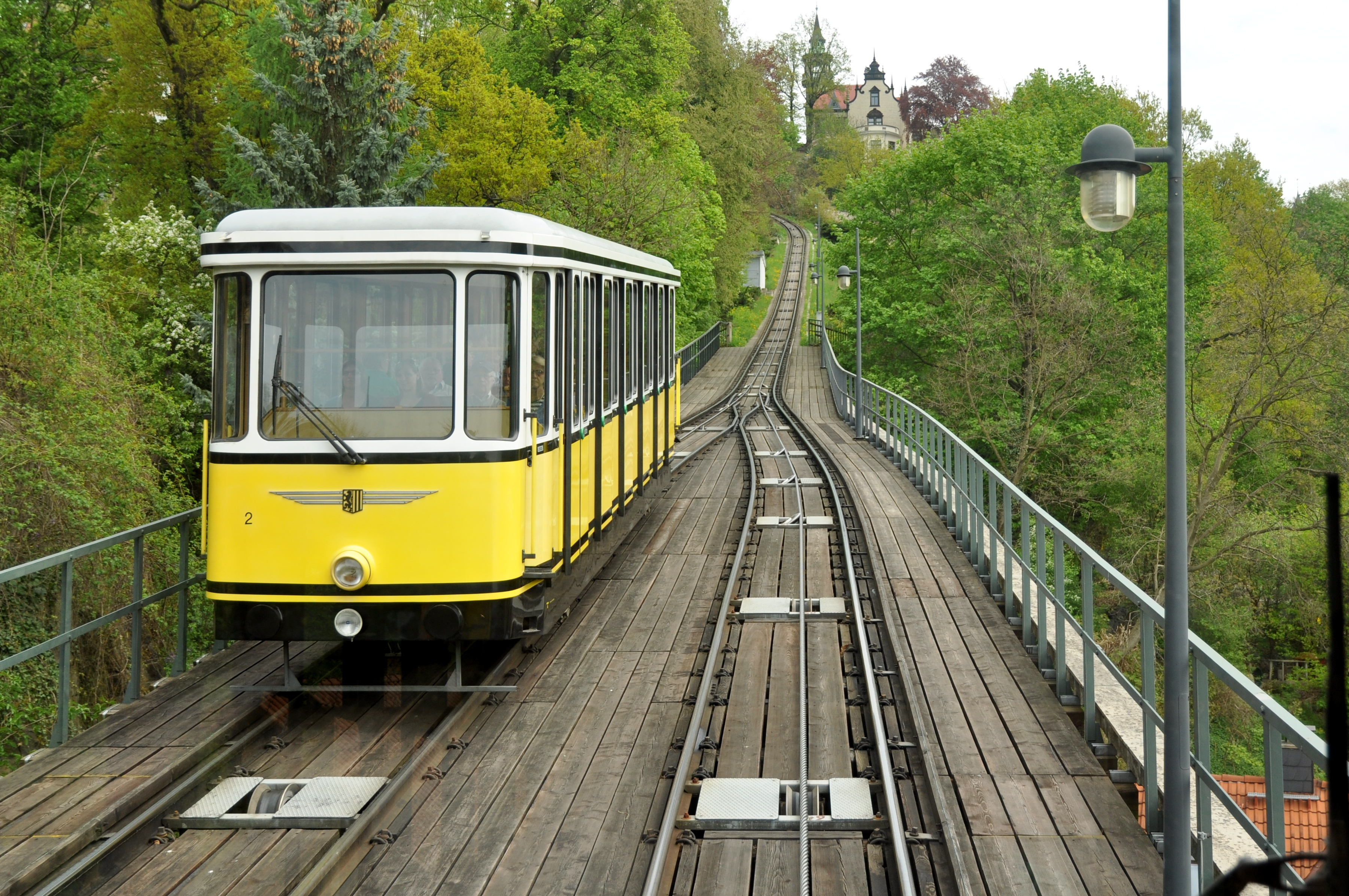
Dresdner Standseilbahn
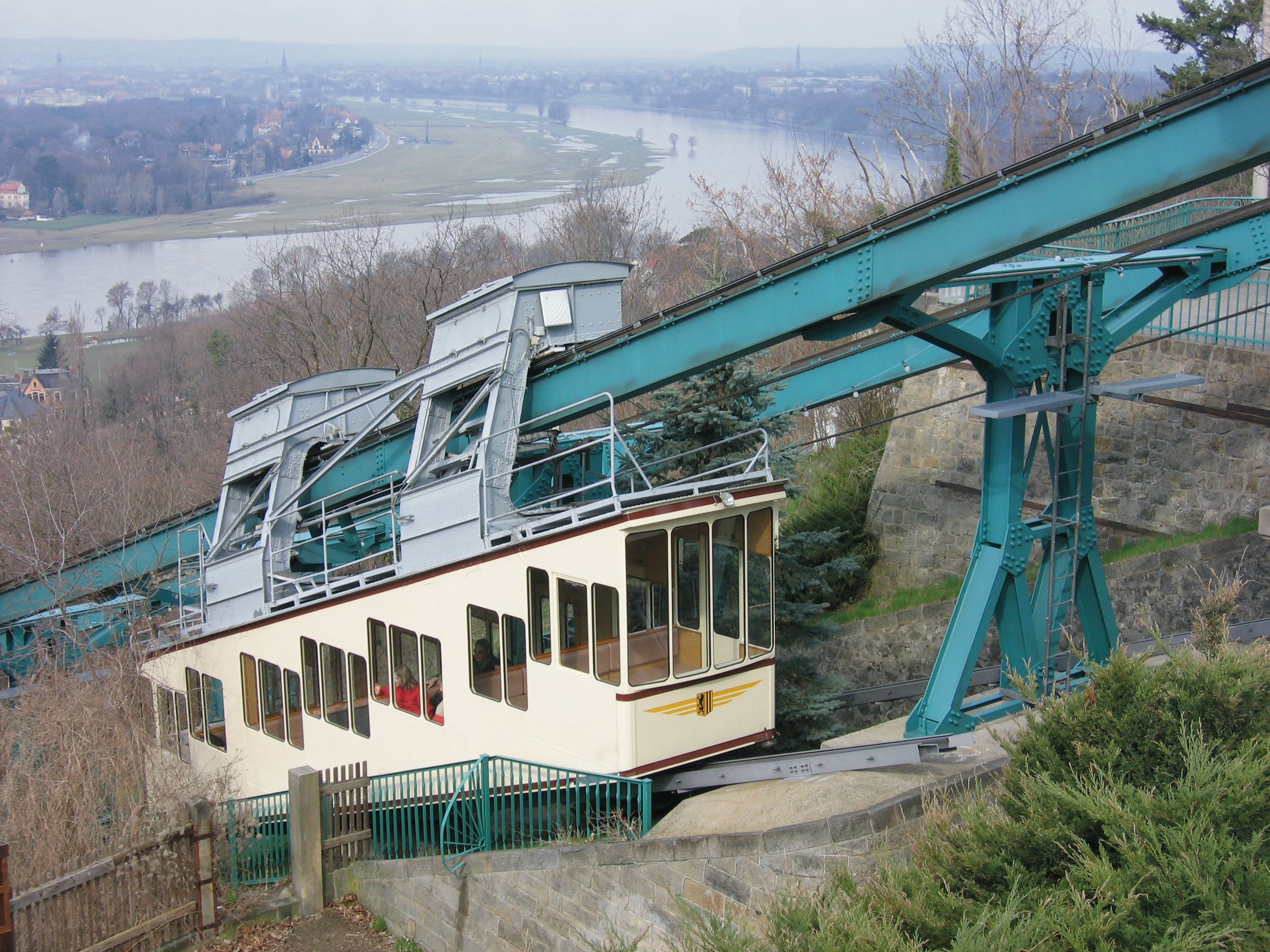
Dresdner Schwebebahn
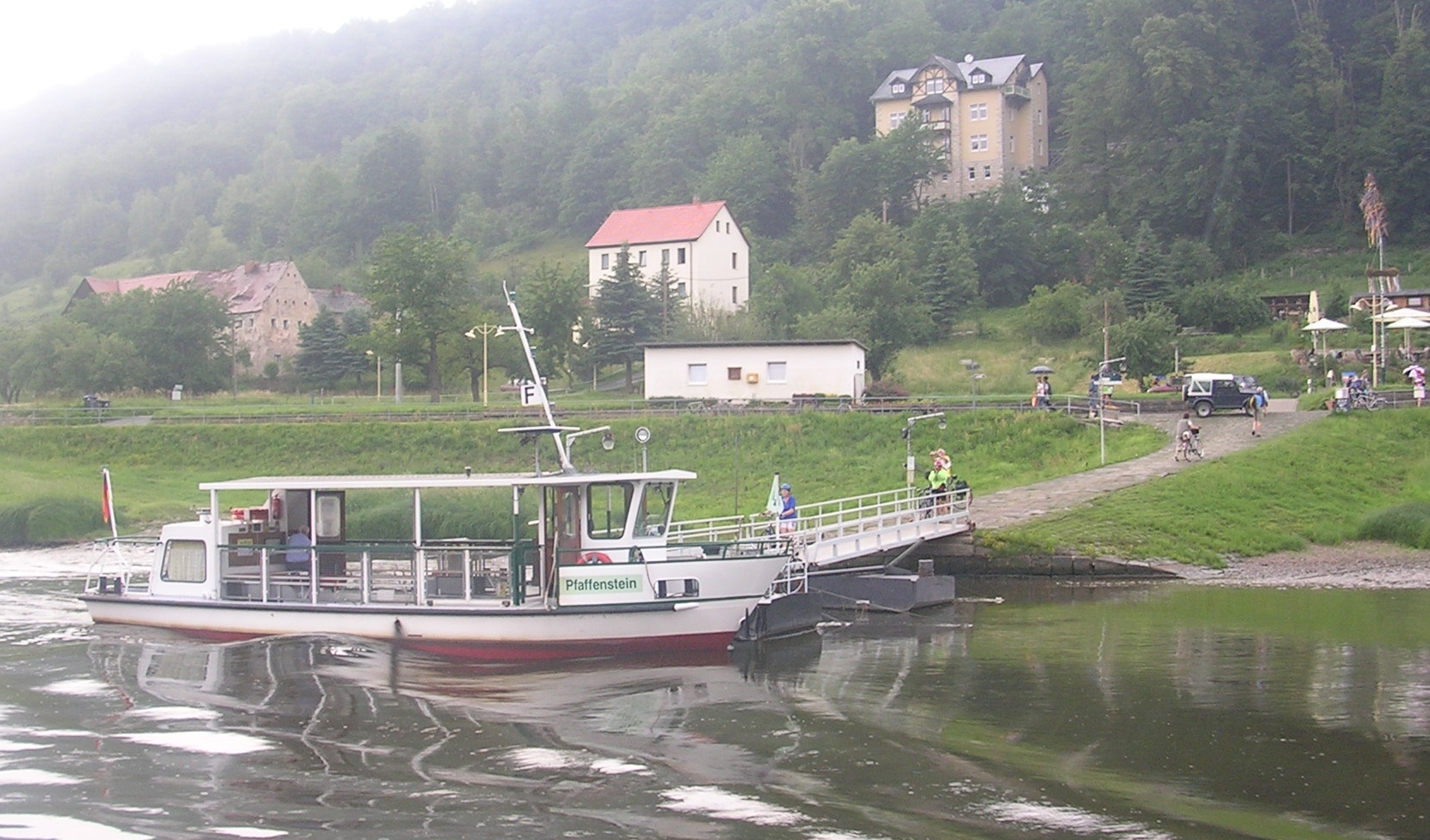
Fähre Königstein
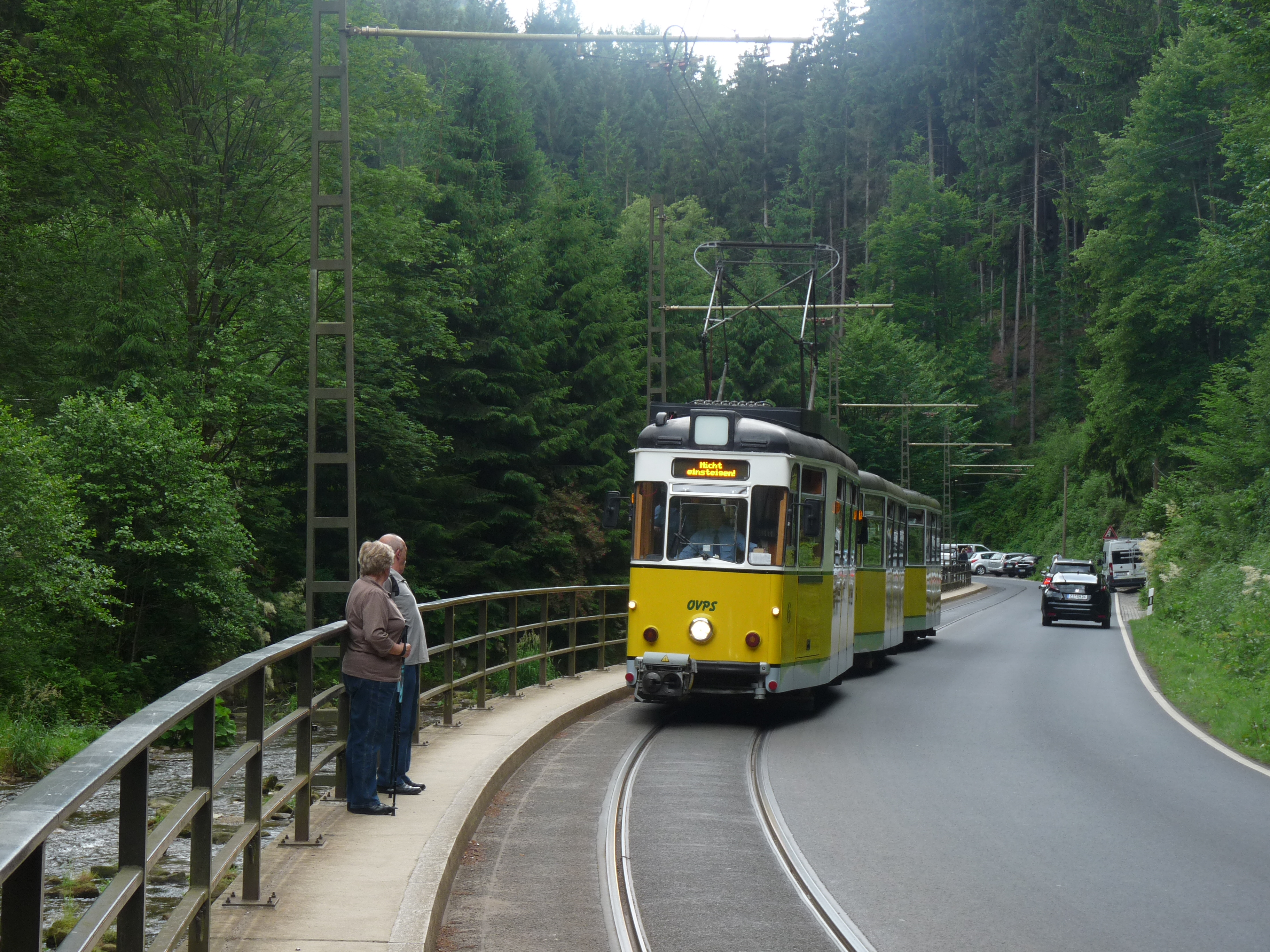
Kirnitzschtalbahn

## Tarif

### Grundzüge und Vorgeschichte
Bereits in den frühen 1990er Jahren und noch vor Gründung des Zweckverbandes 1994 wurden bereits Eckwerte des Verbundtarifes auf Arbeitsebenen festgelegt. Dazu hatte Ingolf Roßberg den damaligen Leiter des Stadtverkehrsamtes Dresden, Knut Ringat, beauftragt, die technischen Vorarbeiten zu koordinieren.
Unabhängig von der Oppositionshaltung gegenüber einem Verbund einigten sich die meisten Unternehmen z. B. darauf, den Fahrkartentyp der Dresdner Verkehrsbetriebe AG (DVB), den Roßberg quasi festgelegt hatte, zu übernehmen. Begründung war hier vor allem, die Fahrkartenentwerter sukzessive umzustellen und um nach einer Verbundgründung die neu angeschaffte Technik weiter nutzen zu können.
Roßberg wiederum gab als Eckwert 1992 weiter vor, dass – bezogen auf die damaligen Landkreise, die deutlich kleiner waren als die heutigen – kein Kreisgebiet mehr als drei Tarifzonen erhalten sollte, die Landeshauptstadt ist in ihren Stadtgrenzen eine einzige Tarifzone. Diskussionen um mangelnde „Tarifergiebigkeit“ (d. i. die durchschnittliche Einnahme pro Fahrgast und Fahrt) hielten sich in Grenzen, da zu der Zeit jedes Unternehmen die Tarife mindestens im Jahresabstand erhöhen musste. Lediglich die Dresdner Verkehrsbetriebe als größter Beförderer in der Region bestanden darauf, die Landeshauptstadt als Hauptbedienungsgebiet mit einem eigenen Tarif auszustatten – was auch heute noch gilt (sich allerdings nur bei Zeitkarten für genau eine Zone tatsächlich preislich bemerkbar macht): Während jede andere Tarifzone der Preisstufe „A“ zugeordnet wurde, wurde die Tarifzone 10 (Stadt Dresden) der Preisstufe „A1“ zugeordnet.
Für die Tarifzonengrenzen überschreitenden Verkehre wurden schließlich 1993 entsprechend dem „Vier-Kanten-Konzept“ für Einzelfahrscheine die einfache Form „Eine Person – eine Tarifzone – eine Entwertung“ gefunden (sie wurde später durch die zeitliche Gültigkeit eingeschränkt), für Zeitkarten die einfache Formel „A/A1“ – „B“ (eine Tarifzone A/A1 + eine angrenzende Tarifzone) – „C“ (eine Tarifzone A/A1 + alle angrenzenden Tarifzonen) – „D“ (entspricht dem gesamten Verbundraum) gefunden, die sich mit Hilfe des immer gleichen Fahrscheins als Druckgrundlage im Automat realisieren ließ.
Zwar gab es bereits 1993/1994 Diskussionen über Verkehre über Tarifzonen hinweg, die sich dadurch verteuert hätten, dazu wurde die Formel der „Grenzräume“ entwickelt, die es ermöglichen sollten, in bestimmten Bereichen über Tarifgrenzen hinweg für Fahrten doch nur einen Fahrschein des Tarifes „A“ nutzen zu müssen. Diese Diskussion ist auch heute noch immer wieder Gegenstand und ist auch mit veränderten Verkehrsströmen begründbar.
Nach Gründung des „Zweckverbandes Verkehrsverbund Oberelbe“ im Januar 1994 dauerte es dennoch fast vier Jahre bis zur Einführung eines Verbundtarifes im Mai 1998. Die Gründe waren technischer Natur, so konnten die Ex-Landkreise Hoyerswerda und Sebnitz, die mit ihren Unternehmen erst 1994 mit technischen Arbeiten beginnen, Voraussetzungen (z. B. auf Grund von Lieferfristen für Fahrkartenautomaten für die Verbandsmitglieder) nicht so schnell geschaffen werden: Gleichwohl sind die Anfang der 1990er Jahre erarbeiteten Grundlagen auch heute, fast dreißig Jahre danach, noch tragfähig und auch 2021 Grundlage des gesamten Tarifgefüges des Verkehrsverbundes Oberelbe.

### Entwicklung des Verbundtarifs
Der gemeinsame Verbundtarif wurde am 24. Mai 1998 in den Städten Dresden und Hoyerswerda sowie in den damaligen Landkreisen Kamenz, Meißen, Riesa-Großenhain, Sächsische Schweiz und Weißeritzkreis eingeführt. Er löste im verbundinternen Verkehr die vorherigen Tarife der einzelnen regionalen Verkehrsgesellschaften sowie im Schienenpersonennahverkehr den Bahntarif ab. Lediglich im Landkreis Sächsische Schweiz galt der Oberelbe-Verbundtarif anfangs nur im Schienenpersonennahverkehr, seit dem 30. Mai 1999 gilt er auch im straßengebundenen ÖPNV des Landkreises Sächsische Schweiz sowie in den dortigen Elbfähren mit Ausnahme der kommunalen Fähre in Kurort Rathen und der grenzüberschreitenden Fähre zwischen Schöna und Hřensko. Die preiswerteren Tarife im Stadtverkehr Pirna, Heidenau und Sebnitz blieben als Sondertarif bis 2001 erhalten. Weiterhin zum alten Tarif fuhren auch die von der Oberelbischen Verkehrsgesellschaft Pirna-Sebnitz mbH (OVPS) betriebenen Fähren, jedoch wurden Verbundfahrscheine seither dort anerkannt. Zudem wurden die Tarifzonen Pretzschendorf und Stolpen zum 30. Mai 1999 aufgelöst. Pretzschendorf wurde der Zone Dippoldiswalde zugeschlagen, die Zone Stolpen auf die Zonen Pirna und Neustadt aufgeteilt sowie im Bereich Schönfeld-Weißig der Tarifzone Dresden angegliedert. Die Anfang 1999 erfolgte Eingemeindung Schönfeld-Weißigs nach Dresden wurde damit auch beim Verbundtarif vollzogen. Im Norden des Verbundgebietes wurde hingegen die anfängliche Tarifzone Großenhainer Land zum 30. Mai 1999 in nunmehr zwei separate Tarifzonen Thiendorf und Gröditz geteilt.

### Aktuell

#### Tarifzonen
Das eigentliche Verbundgebiet ist in 21 Tarifzonen eingeteilt, der Verbundtarif wird dort grundsätzlich in allen Verkehrsmitteln des ÖPNV angewandt. Die „regulären“ Tarifzonen tragen die Nummern 10 bis 73. Die jeweils zusammengehörigen Zehnergruppen orientieren sich dabei an den bei Einführungen des Verbundtarifs 1998 bestehenden kreisfreien Städten und Landkreisen. Die vollen Zehner wurden den damaligen kreisfreien Städten und den Kreisstädten zugeordnet, danach folgten in der Nummerierung die einzelnen Zonen des jeweiligen Landkreises. Acht weitere Tarifzonen außerhalb des eigentlichen Verbundgebietes wurden nach und nach zur durchgängigen Anwendung des Verbundtarifs auf einzelnen Linien eingerichtet, deren Endpunkte außerhalb des eigentlichen Verbundgebiets liegen oder die aus dem Verbund heraus und wieder hinein führen. Die Zonen 81 und 82 liegen dabei im Landkreis Bautzen und umfassend jeweils mehrere Linien, die Zonen 91 bis 97 liegen im Landkreis Görlitz, im Landkreis Mittelsachsen sowie im nördlich angrenzenden Land Brandenburg und werden i. d. R. nur auf einer oder zwei Linien angewandt.
- 10 Dresden
- 20 Hoyerswerda
- 30 Kamenz
- 31 Radeberg
- 32 Wittichenau
- 33 Lauta
- 34 Königsbrück
- 40 Großenhain
- 41 Riesa
- 42 Thiendorf
- 43 Gröditz
- 50 Meißen
- 51 Nossen
- 52 Radebeul
- 60 Dippoldiswalde
- 61 Freital
- 63 Altenberg
- 70 Pirna
- 71 Bad Gottleuba
- 72 Bad Schandau
- 73 Neustadt in Sachsen
- 81 Bischofswerda
- 82 Königswartha
- 92 Spremberg
- 93 Elsterwerda
- 94 Mühlberg
- 96 Döbeln
- 97 Hetzdorf
- 98 Bienenmühle

#### Tarifangebote
Die Grundtarife gliedern sich in Einzelkarten (Einzelfahrt, 4er-Karte und 4er-Karte Kurzstrecke) sowie Tages- und Zeitkarten (Wochen-, Monats- und Abo-Monatskarten), die jeweils für Dresden, eine Tarifzone, mehrere Tarifzonen oder das gesamte Verbundgebiet erhältlich sind. Tageskarten sind dabei nach den Tarifbedingungen des VVO (im Gegensatz zum Wikipedia-Artikel „Zeitkarte“) für deren Nutzung keine Zeitkarten im engeren Sinn. Damit haben sie keine Gültigkeit für bestimmte Sonderverkehrsmittel – im Gegensatz zu den längerfristigen Tickets (Wochen- bis Abo-Monatskarte). Auch privat betriebene Fähren in der Sächsischen Schweiz sind von der Nutzung der VVO-Fahrkarten ausgeschlossen.
Neben den Grundtarifen existieren allgemeine Sondertarife wie das Elbe-Labe-Ticket für den kleinen Grenzverkehr von und nach Böhmen. Von den sonstigen – personenkreis- und verkehrsmittelabhängigen – Sondertarifen sind einige ausgewählte in den folgenden Abschnitten dargestellt.

### Semesterticket
Mit Beginn des dem Sommersemesters 2024 wurde das bisherige Semesterticket durch ein vergünstigtes Deutschlandticket abgelöst. Ähnlich wie das Vorgängerticket funktioniert auch dieses als Solidar-Modell, das heißt alle Studierenden zahlen das Ticket automatisch mit ihrem verpflichtenden Semesterbeitrag. Die Vergünstigung gegenüber des Deutschlandtickets beträgt derzeit 40 %. Im Zuge der Einführung des neuen Tickets wurden die Campuscards, auf denen das vorherige Ticket gespeichert war, von den Verkehrsunternehmen invalidiert und durch ein Handy-Ticket ersetzt.
Vor der Einführung des Deutschlandsemestertickets galt ein mit der verfassten Studierendenschaft ausgehandeltes Ticket, das die Nutzung der Verkehrsmittel im VVO und den Schienenpersonennahverkehr in Sachsen beinhaltete. Ausgenommen waren die Schmalspur- und Bergbahnen.

### Mitnahme von Fahrrädern und Hunden
Die Zeitkarten (Monatskarten) gestatten innerhalb der Gültigkeit der jeweiligen Zeitkarte die kostenfreie Mitnahme entweder eines Fahrrades oder Hundes (exklusives oder). Dies gilt nicht für das Deutschland- sowie das Semesterticket.
Für die Mitnahme eines Fahrrades, eines Fahrradanhängers oder eines Hundes werden Fahrradtageskarten angeboten. Weiterhin bietet der Verkehrsverbund für die häufigere Mitnahme eines Fahrrads oder Hundes Fahrradmonatskarten an.

### Handy- und Online-Tickets
Tickets zum VVO-Tarif (keine Zeitkarten) bieten die Apps VVO mobil und DVB mobil im Rahmen des HandyTicket Deutschland. Verbundfahrscheine des Verkehrsverbundes Oberelbe sind zudem auch im DB Navigator sowie bei Fairtiq erhältlich.

### JobTicket
Für den Berufsverkehr bieten die Verkehrsbetriebe und der Verkehrsverbund JobTickets an. Durch diese erhalten Arbeitnehmer eine um 20 % ermäßigte Abo-Monatskarte, wenn sich ihr Arbeitgeber durch einen Zuschuss zur Hälfte an der Vergünstigung beteiligt. Das JobTicket wird vertraglich zwischen den Verkehrsbetrieben und Unternehmen, in denen mindestens 30 Mitarbeiter das Jobticket abnehmen, vereinbart. Die Stadt Dresden befreit Arbeitgeber mit entsprechenden Angeboten von der Nachweispflicht vorhandener PKW-Stellplätze. Der geringere Bedarf an Parkfläche wird als unmittelbarer Vorteil der Vereinbarung genannt.
Arbeitgeber in Dresden, die JobTickets anbieten, sind zum Beispiel Infineon, Globalfoundries, das Universitätsklinikum Carl Gustav Carus Dresden und GlaxoSmithKline Biologicals Dresden.

### WerkstattTicket
In Kooperation mit teilnehmenden Kfz-Diensten wird Autobesitzern für die Hin- und Rückfahrten zwischen Wohnung und Werkstatt ein spezielles WerkstattTicket angeboten.

### KombiTicket
Eintrittskarten für ausgewählte Veranstaltungen (Kulturprogramme, Messen, Sportveranstaltungen) gelten als Fahrausweis. Die jeweiligen Gültigkeitsbedingungen dieser KombiTickets finden sich auf der Eintrittskarte selbst.

### Dresden-City-Card und Dresden-Regio-Card
Speziell für Touristen entwickelt, stellen die Dresden-Cards eine umfassendere Alternative zum KombiTicket dar. Die Dresden-Cards gelten als Fahrausweise, Eintrittskarten für zahlreiche Kultureinrichtungen (Museen der Staatlichen Kunstsammlungen Dresden außer Historisches Grünes Gewölbe) sowie als Ermäßigungskarte bei Stadt- und Dampferrundfahrten, vielen Ausstellungen, diversen Museen, den Theatern, ausgewählter Gastronomie sowie für den Einkauf bei DVB-Partnern. Die Regio-Card erweitert den Gültigkeitsbereich auf die Region um Dresden und bietet zusätzlich zu den Leistungen der City-Card Ermäßigungen auf touristische Attraktionen im Umland. Die Dresden-Cards sind vom Inanspruchnehmer selbst zu entwerten (handschriftliche Eintragung) und sind ab Entwertung 48 Stunden (City) bzw. 72 Stunden (Regio) gültig.

### Touristische Attraktionen
Neben den üblichen Bahnen und Bussen gibt es im VVO-Netz einige sogenannte „Sonderverkehrsmittel“. Im Speziellen sind das die beiden Dresdner Bergbahnen sowie in der Sächsischen Schweiz die Kirnitzschtalbahn und der Personenaufzug Bad Schandau. Zwei der vier im täglichen Dampfbetrieb verkehrenden Schmalspurbahnen Sachsens sind ebenso im VVO beheimatet. In Radebeul Ost startet die Lößnitzgrundbahn zu ihrer Fahrt nach Moritzburg und Radeburg. Südlich von Dresden ist die älteste noch im täglichen Dampfbetrieb verkehrende Schmalspurbahn Deutschlands zu Hause: Die Weißeritztalbahn verkehrt zwischen Freital-Hainsberg und Kurort Kipsdorf.
Obwohl die Sonderverkehrsmittel Bestandteil des Verbunds sind, gelten für sie spezielle Tarife. Zeitkarten gelten entsprechend ihrer zeitlichen und räumlichen Gültigkeit mit Einschränkungen, das Semesterticket gilt nicht.
Auf der grenzüberschreitenden Fährverbindung Schöna–Hřensko wird seit dem 1. April 2021 der VVO-Tarif sowie seit dem 1. Januar 2022 der DUK-Tarif anerkannt. Außerdem gibt es hier getrennte Tarife in Euro bzw. Kronen für deutsche oder tschechische Staatsbürger.

## PlusBus und TaktBus
Zum 10. Juni 2018 führte der Verkehrsverbund Oberelbe den PlusBus ein. Er zeichnet sich durch einen festen Takt an Werktagen (mo–fr) stündlich sowie am Wochenende (sa+so) zweistündlich, mit kurzen Übergängen zu den Zügen des Regionalverkehrs und weiteren Buslinien aus.
Stand 5. August 2022
T = Taktbus
+ = PlusBus
| Linie | Verlauf                                                                              | Verkehrsunternehmen                              |
| ----- | ------------------------------------------------------------------------------------ | ------------------------------------------------ |
| +219  | Pirna – Cotta – Berggießhübel – Bad Gottleuba – Bahratal                             | Regionalverkehr Sächsische Schweiz-Osterzgebirge |
| +261  | Dresden – Stolpen – Neustadt – Sebnitz                                               | Regionalverkehr Sächsische Schweiz-Osterzgebirge |
| +333  | Dresden – Kesselsdorf – Wilsdruff – Mohorn – Hetzdorf                                | Regionalverkehr Sächsische Schweiz-Osterzgebirge |
| +348  | Freital – Rabenau – Dippoldiswalde                                                   | Regionalverkehr Sächsische Schweiz-Osterzgebirge |
| +360  | Dresden – Bannewitz – Dippoldiswalde – Kurort Kipsdorf – Kurort Altenberg – Zinnwald | Regionalverkehr Sächsische Schweiz-Osterzgebirge |
| +388  | Dippoldiswalde – Niederfrauendorf – Glashütte                                        | Regionalverkehr Sächsische Schweiz-Osterzgebirge |
| +409  | Meißen – Priestewitz – Großenhain                                                    | Verkehrsgesellschaft Meißen                      |
| +416  | Meißen – Lommatzsch – Döbeln                                                         | Verkehrsgesellschaft Meißen                      |
| +418  | Meißen – Miltitz – Nossen – Rüsseina                                                 | Verkehrsgesellschaft Meißen                      |
| +421  | Meißen – Niederau – Weinböhla                                                        | Verkehrsgesellschaft Meißen                      |
| +424  | Dresden – Klipphausen – Nossen                                                       | Verkehrsgesellschaft Meißen                      |
| +477  | Dresden – Moritzburg – Radeburg – Großenhain                                         | Verkehrsgesellschaft Meißen                      |
| +500  | Bautzen – Königswartha – Hoyerswerda                                                 | Regionalbus Oberlausitz                          |
| T512  | Bautzen – Neukirch – Steinigtwolmsdorf (weiter als Li. 267 nach Neustadt)            | Regionalbus Oberlausitz                          |
| +520  | Dresden-Johannstadt – Radeberg – Großröhrsdorf – Bbretnig – Bischofswerda            | Regionalbus Oberlausitz                          |
| +521  | Dresden-Blasewitz – Großerkmannsdorf – Radeberg – Pulsnitz                           | Regionalbus Oberlausitz                          |
| +522  | Dresden-Klotzsche – Weixdorf – Medingen – Großdittmannsdorf – Radeburg               | Regionalbus Oberlausitz                          |
| +530  | Bautzen – Panschwitz-Kuckau – Kamenz                                                 | Regionalbus Oberlausitz                          |
| +531  | Kamenz – Bernsdorf – Lauta – Senftenberg                                             | Regionalbus Oberlausitz                          |
| +532  | Königsbrück – Bernsdorf – Hoyerswerda                                                | Regionalbus Oberlausitz                          |
| T533  | Kamenz – Königsbrück – Gräfenhain                                                    | Regionalbus Oberlausitz                          |
| T534  | Kamenz – Oßling – Wittichenau – Hoyerswerda                                          | Regionalbus Oberlausitz                          |
| +535  | Bischofswerda – Elstra – Kamenz                                                      | Regionalbus Oberlausitz                          |
| +536  | Schleife – Spreetal – Hoyerswerda                                                    | Regionalbus Oberlausitz                          |
| +800  | Hoyerswerda – Schwarze Pumpe – Spremberg – Cottbus                                   | Spree-Neiße-Cottbusverkehr                       |

## Nachtverkehr
Auf Initiative des VVO verkehren seit dem 13. Juli 2003 verschiedene Nachtlinien in das Dresdner Umland. Damit wird der Nachtverkehr der DVB ergänzt. Die regionalen Nachtlinien verkehren in den Nächten Freitag/Sonnabend, Sonnabend/Sonntag sowie zu Feiertagen.
Folgende Linien (Stand August 2022) verkehren:
| Linie         | Verlauf | Verkehrsunternehmen                                     |
| ------------- | --- | ------------------------------------------------------- |
| 160 (ehem. A) | Dresden (Löbtau) – Freital | Regionalverkehr Sächsische Schweiz-Osterzgebirge        |
| H/S           | Dresden (Postplatz – Prohlis) – Heidenau – Pirna (ZOB – Sonnenstein)                                                                                      | Regionalverkehr Sächsische Schweiz-Osterzgebirge        |
| 68/404        | Dresden (Postplatz – Friedrichstadt – Cotta) – Cossebaude – Meißen                                                                                        | Dresdner Verkehrsbetriebe / Verkehrsgesellschaft Meißen |
| +333          | Dresden (Postplatz – Hauptbahnhof – Gompitz) – Kesselsdorf – Wilsdruff – Grumbach                                                                         | Regionalverkehr Sächsische Schweiz-Osterzgebirge        |
| +360          | Dresden (Postplatz – Hauptbahnhof) – Bannewitz – Dippoldiswalde                                                                                           | Regionalverkehr Sächsische Schweiz-Osterzgebirge        |
| +477          | Dresden (Postplatz – Bf. Neustadt – Wilder Mann) – Boxdorf – Moritzburg – Radeburg                                                                        | Verkehrsgesellschaft Meißen                             |
| 769           | Dresden (Bf. Klotzsche / Käthe-Kollwitz-Platz) → Medingen → Ottendorf-Okrilla → Hermsdorf → Dresden (Weixdorf → Käthe-Kollwitz-Platz / Bahnhof Klotzsche) | Verkehrsgesellschaft Meißen                             |